# 342
| [ Edytuj tabelę ] |                                              |
| Król Aksum        | - 320 Ezana 360                              |
| Władca Guptów     | - 330 Samudragupta 375                       |
| Władca Korei      | - 331 Kogugwŏn 371                           |
| Papież            | - 337 Juliusz I 352                          |
| Król Persji       | - 309 Szapur II 379                          |
| Cesarz Rzymu      | - 337 Konstancjusz II 361 - 337 Konstans 350 |

Rok 342 / CCCXLII
stulecia: III wiek ~
IV wiek ~
V wiek

lata: 332 «
337 «
338 «
339 «
340 «
341 «
342
» 343
» 344
» 345
» 346
» 347
» 352

## Wydarzenia
Europa
- Ostrogoci wtargnęli na Krym.
- Macedoniusz I został biskupem Konstantynopola.
- Fortunacjan z Akwilei poparł Atanazego z Aleksandrii w kościelnych sporach.

## Zmarli
- Ferbuta z Seleucji, chrześcijanka
- Reskuporis V, władca krymskiego Bosporu